# NGC 3269
NGC 3269 is een balkspiraalstelsel in het sterrenbeeld Luchtpomp. Het hemelobject werd op 1 mei 1834 ontdekt door de Britse astronoom John Herschel.

## Synoniemen
- ESO 375-44
- MCG -6-23-40
- AM 1027-350
- PGC 30945